# Batalla naval de Cartagena
La batalla naval de Cartagena de 1643 fou un dels episodis de la Guerra dels Segadors

## Antecedents
Poc després de la revolta que va suposar el Corpus de Sang, l'exèrcit de Felip IV d'Espanya va ocupar Tortosa i Tarragona, el 17 de gener de 1641, davant l'alarmant penetració de l'exèrcit castellà, Pau Claris al capdavant de la Generalitat de Catalunya, proclamà la República Catalana acordant una aliança política i militar amb França, posant Catalunya sota l'obediència de Lluís XIII de França. Pocs dies després, amb l'ajut de l'exèrcit francès, la Generalitat obtingué una important victòria militar en la batalla de Montjuïc del 26 de gener de 1641, i les tropes castellanes es retiraven a Tarragona.
El 4 de maig de 1641 l'estol francès d'Henri d'Escoubleau de Sourdis es presentà davant de Tarragona i inicià el bloqueig de la ciutat amb les tropes de terra de Philippe de La Mothe-Houdancourt. Durant els mesos de maig i juny es lluità als voltants de Tarragona; el fort de Salou caigué en poder dels francesos el 9 de maig i batalla de Constantí el 13 de maig. Després de ser derrotats del 30 de juny al 4 de juliol de 1641 en la primera batalla naval de Tarragona, els espanyols van bastir un nou estol comandat per García Álvarez de Toledo y Mendoza que va aconseguir lliurar provisions a la ciutat i fer fugir l'estol francès al Rosselló
Una columna castellana de 4.500 homes va sortir de Tarragona el 23 de març de 1642 per socórrer el Rosselló, que havia quedat aïllat al nord, però foren derrotades a mig camí i Cotlliure va caure el mes d'abril. El maig, els espanyols retiren els terços que estaven a Roses amb un estol de 78 naus i el Rosselló va caure completament en mans francocatalanes, i d'aquesta manera els objectius de Richelieu i Lluís XIII de França de controlar els comtats nordcatalans quedaven satisfets, i pertant es van donar per acabades les operacions principals. A més, el 4 de desembre de 1642, moriria Richelieu, i el 14 de maig de 1643, Lluís XIII, començant una època de molta agitació a França que va permetre als espanyols recuperar progressivament territori al Principat.
La marina espanyola no gosava aparèixer per les costes catalanes i Jean Armand de Maillé-Brézé, buscant la superioritat francesa al Mediterrani, va anar a la recerca de l'estol espanyol fins que el va trobar a les costes del cap de Gata, compost per l'estol de Dunkerque de Joos Petersen, el del Regne de Nàpols i el del mar oceà de Martín Carlos de Mencos.

## Les flotes enfrontades
Els francesos, comandats per Jean Armand de Maillé-Brézé disposaven de 24 navilis i 12 brulots, mentre que els espanyols diposaven de l'armada del mar océano de Martín Carlos de Mencos, el duc de Fernandina, compost per cinc galions, dues urques i 15 galeres, l'estol del Regne de Nàpols de dos galions i una urca, i l'estol de Flandes de Joos Petersen compost per sis galions i sis fragates.

## Batalla
A les set del matí del 3 de setembre de 1643 comptant amb naus de molta més qualitat militar, Jean Armand de Maillé-Brézé va ordenar l'atac de quatre navilis contra naus espanyoles separades de la resta, amb el vent a favor. La resta de naus va escometre sense foc d'artilleria contra l'estol espanyol per intentar, en va, trencar la línia, amb el qual es va obrir foc d'artilleria i mosquets i els brulots, enfonsant alguns vaixells i provocant la fugida de l'estol espanyol al port de Cartagena al vespre.
Les quinze galeres del duc de Fernandina no van participar en el combat, restant tancant el port per impedir l'entrada dels francesos.

## Conseqüències
La victòria a la batalla naval de Cartagena va significar la destrucció de la flota espanyola del Mediterrani i la dominació francesa de les costes occidentals.